# Jean-Pierre Castellier
Jean-Pierre Castellier, né le 8 mai 1942 à Bordeaux et mort le 9 octobre 1995 à Bron, est un ancien joueur français de basket-ball. Il mesure 1,87m.

## Carrière
- 1960  USJ Bordeaux[3]
- 1963-1969 :  ASVEL Villeurbanne (Nationale 1)
- 1970-???? ;  Tarare (Nationale 2)

## Palmarès
- Champion de France en  1964, 1966, 1968, 1969
- Finaliste du championnat de France en 1965, 1967
- Vainqueur de la Coupe de France en  1965 et 1967